# Ralph Schieck
Ralph Schieck (* 1954) ist ein deutscher Politiker und Badmintonspieler.

## Karriere
Ralph Schieck übernahm nach dem Rücktritt von Peter-Michael Diestel 1990 kommissarisch das Amt des Generalsekretärs der DSU, trat aber später wie Diestel ebenfalls der CDU bei. Als Badmintonspieler hatte Schieck bereits 1975 mit der HSG DHfK Leipzig Bronze bei der DDR-Mannschaftsmeisterschaft im Badminton gewonnen.